# Ступаков, Юрий Фёдорович
Юрий Фёдорович Ступаков (24 марта 1934, с. Рубцово — 24 октября 1999) — русский советский актёр. Народный артист Белорусской ССР (1980).

## Биография
Родился 24 марта 1934 года в селе Рубцово Мытищинского района Московской области.
Сценическую деятельность начал в 1956 году в Севастопольском драматическом театре.
В 1957—1967 годах — актёр Липецкого театра драмы имени Л. Н. Толстого.
В 1968—1999 годах — ведущий актёр Государственного русского драматического театра Белорусской ССР им . М . Горького.

Исполнитель драматических и характерных ролей. Искусство Ступакова определяется глубиной проникновения в сущность образа, сочетанием драматического и комедийного начала, простоты внешнего изображения и психологической убедительностью.— Белорусская энциклопедия
В 1980 году присвоено звание Народный артист Белорусской ССР.
Умер в 1999 году.

## Фильмография (выборочно)
Снимался в фильмах киностудии «Белорусьфильм», в основном в эпизодах, приняв участив в более 40 фильмов, в том числе:
- 1965 — Гибель эскадры — эпизод
- 1962 — Увольнение на берег — эпизод
- 1970 — Секретарь парткома — член бюро
- 1970 — Руины стреляют… — Гурков
- 1972 — Зимородок — командир партизанского отряда
- 1973 — Бронзовая птица — милиционер
- 1974 — Пламя — Коваленко
- 1976 — Спроси себя — Клинков
- 1978 — Встреча в конце зимы — Грудов. редактор, подполковник
- 1980 — Свадебная ночь — Фойт, немецкий офицер
- 1982 — Давай поженимся — Юрий Фёдорович, директор института
- 1982 — Иван — сосед Иван Ивановича
- 1982 — Культпоход в театр — Александр Михайлович Тихомиров — главная роль
- 1983 — Сад — Игнатий Петрович
- 1984 — Чёрный замок Ольшанский — председатель колхоза
- 1984 — Предел возможного — Дмитрий Сергеевич Рокотов, секретарь обкома
- 1985 — Куда идёшь, солдат? — штабист
- 1986 — Государственная граница — генерал-майор Вихров
- 1988 — В связи с переходом на другую работу — Выборнов

- 1993 — Чёрный аист — эпизод